# الغريفات
يقع مجمع بيت زرازير إلى الجنوب الشرقي من قرية عيلوط وإلى الشمالي من المستوطنه لارنن في مرج ابن عامر. يتألف مجمع بيت زرازير من خمسة تجمعات صغيرة تنتمي كل لعشيرتها،
- الغريفات 6099نسمة
- المزاريب 1508نسمة
- الجواميس...987 نسمة
- العيادات 587 نسمة
- الهيب  493 نسمة

يوجد في مجمع بيت زرازير خمسه مدارس ابتدائية ومدرسة شاملة، تقع المدارس الابتدائية الثلاث في ثلاث مناطق: في الهيب، الغريفات، المزاريب. المدرسة الشاملة تقسم إلى قسماغريفات) وطبعاً في المدرسة الثانوية توجد مكتبة عامة للقسمين الاعدادي والثانوي تشمل جميع الكتب في كل المواضيع مساحة المكتبة 126 متر مربع في القرية يوجد 5 مساجد، مسجد في كل تجمع. ويوجد منطقة صناعية في منطقة الجواميس ،
قرية الغريفات هي الأكبر في المساحة
سميت الزرازير بهذا الاسم على اسم عصفور الزرزور الجميل خصيلاتة الزرقاء الموجة وريشه الأسود الناعم....